# Richard Tarnas
Richard Tarnas (Genebra, 21 de fevereiro de 1950), é um historiador cultural e astrólogo conhecido por seus livros The Passion of the Western Mind: Understanding the Ideas That Have Shaped Our World View e Cosmos and Psyche: Intimations of a New World View. Tarnas é professor de filosofia e psicologia no Instituto de Estudos Integrais da Califórnia e é o diretor fundador de seu programa de pós-graduação em Filosofia, Cosmologia e Consciência.

### Por Tarnas

#### Livros
- LSD psychotherapy, theoretical implications for the study of psychology, 1976[6]
- Birth and rebirth: LSD, psychoanalysis, and spiritual enlightenment[7][8]
- The Passion of the Western Mind: Understanding the Ideas That Have Shaped Our World View, 1991; Ballantine (ISBN 0-345-36809-6)
- Prometheus the Awakener: An Essay on the Archetypal Meaning of the Planet Uranus, 1995; Spring Publications, Woodstock, CT (ISBN 0-882-14221-6)
- Cosmos and Psyche: Intimations of a New World View, 2006; Viking (ISBN 0-670-03292-1)

#### Artigos
- "Uranus and Prometheus" Spring, 1983 psycnet.apa.org
- "The Transfiguration of the Western Mind in Philosophy and the Human Future" Cross currents ISSN 0011-1953, 1989, vol. 39, no3, pp. 258–280 Association for Religion and Intellectual Life, New Rochelle, NY
- "The Transfiguration of the Western Mind" ReVision, 1990
- "The Masculine Mind" Only Connect: Soil, Soul and Society, 1990
- "The Western Mind at the Threshold," The Quest, Summer 1993 (também publicado em Re-vision, Vol. 16, 1993)
- "The Western World View: Past, Present And Future" in R. E. Di Carlo (Ed.), Towards a New World View: Conversations at the Leading Edge., 1996
- "The Great Initiation", Noetic Sciences Review, Vol. 47, Winter 1998
- "A new birth in freedom: A (p)review of Jorge Ferrer's Revisioning transpersonal theory: A participatory vision of human spirituality" Journal of Transpersonal Psychology, 2001
- R Tarnas, E Laszlo, S Gablik, "The Cosmic World-How We Participate in Thee and Thou in Us" Revision 2001
- Foreword to Revisioning Transpersonal Theory by Jorge Ferrer, 2002; SUNY
- "Two Suitors: A Parable" ReVision: A Journal of Consciousness 2007 Heldref Publications
- "The modern self and our planetary future: a participatory view" symposium De Binnenkant van Duurzaamheid 2008
- "The Planets" Theoretical Foundations of Archetypal Cosmology, 2009 - archaijournal.org
- "The Ideal and the Real" Theoretical Foundations of Archetypal Cosmology 2009
- "World Transits 2000–2020" archaijournal.org

#### Vídeo
- Tarnas, Richard; Pacifica Graduate Institute (2006). Jung, Cosmology, and the Transformation of the Modern Self (DVD). Santa Barbara, Calif.: Depth Video. OCLC 642056090. Recorded at Pacifica Graduate Institute on April 8–9, 2006.

### Sobre Tarnas
- Sean M. Kelly, "The Rebirth of Wisdom" Review of The Passion of the Western Mind by Richard Tarnas The San Francisco Jung Institute Library Journal pp. 33–44 jstor.org